# Harbour Hill
Der Harbour Hill ist ein Hügel in den Pentland Hills. Die 421 m hohe Erhebung liegt an der Westflanke der rund 25 km langen Hügelkette auf der Grenze der schottischen Council Areas Midlothian im Osten und Edinburgh im Westen. Die nächstgelegene Siedlung ist das 3,5 km westlich gelegene Currie. Der südliche Edinburgher Stadtteil Colinton liegt in etwa gleicher Entfernung im Norden. Die Nachbarhügel sind der Capelaw Hill im Nordosten, der Castlelaw Hill im Osten sowie der Bell’s Hill im Süden.

## Umgebung
An der Nordflanke des Harbour Hills wurde das Bonaly Reservoir aufgestaut. Der Stausee wurde im Jahre 1853 fertiggestellt und dient der Wasserversorgung von Edinburgh. Auf der Kuppe von Harbour Hill befindet sich ein schmuckloser Grenzstein aus Beton. Er trägt die Inschrift „WD“ für War Department. Ein weiterer Stein dieser Art steht zwischen Bell’s Hill und Harbour Hill.
Östlich der Kuppe liegt ein aufgelassener Steinbruch. Die Anlage durchmisst etwa 30 m bei einer Tiefe von 1,8 m. Auf der ersten und zweiten Ausgabe des Kartenwerks der Ordnance Survey aus den Jahren 1854 und 1905 ist er nicht verzeichnet und ist somit möglicherweise neueren Datums.